# Krutsch
Krutsch (* 1977 in Berlin; bürgerlich Jan Krouzilek) ist ein deutscher Musikproduzent, der seit 1996 Musik für diverse Sänger, Bands und Rapper produziert.

## Biografie
1996 gründeten einige Freunde von Krutsch die Hip-Hop-Formation Die Unterirdischen, für die er fortan alle Beats produzierte. Ab 1999 produzierte er auch Musik für andere Künstler, u. a. für Pyranja, Sera Finale und Culcha Candela (Monsta). Für letztere produzierte er unter anderem Charthits wie Von allein, Monsta und Berlin City Girl.
Seit der Gründung des Hip-Hop-Duos SXTN war Krutsch für alle Beats der Gruppe verantwortlich. Für die Rapperin Juju produzierte er auch ihre beiden Nummer-eins-Hits Vermissen und Kein Wort (mit Miksu, Macloud und Shucati) sowie ihr gesamtes Debütalbum Bling Bling.